# Olympische Sommerspiele 1936/Leichtathletik – 400 m Hürden (Männer)

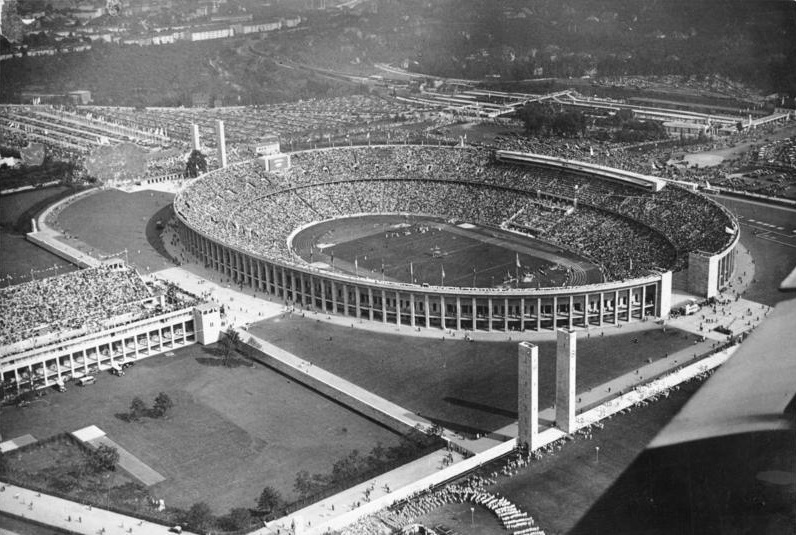
Das Olympiastadion in Berlin

Der 400-Meter-Hürdenlauf der Männer bei den Olympischen Spielen 1936 in Berlin wurde am 3. und 4. August 1936 im Olympiastadion Berlin ausgetragen. 32 Athleten nahmen teil.
Olympiasieger wurde der US-Amerikaner Glenn Hardin vor dem Kanadier John Loaring. Bronze gewann Miguel White von den Philippinen.

## Bestehende Rekorde
| Weltrekord         | 50,6 s | Glenn Hardin ( USA) | Stockholm, Schweden        | 25. Juli 1934  |
| Olympischer Rekord | 51,9 s | Glenn Hardin ( USA) | Finale OS Los Angeles, USA | 1. August 1932 |

Anmerkung zum olympischen Rekord:

Im olympischen Finale von 1932 war der Ire Bob Tisdall Olympiasieger in 51,7 s geworden. Aber seine Zeit war nicht bestenlistenreif, weil Tisdall eine Hürde gerissen hatte.
Der bestehende olympische Rekord wurde bei diesen Spielen nicht erreicht. Der US-amerikanische Olympiasieger und Weltrekordinhaber Glenn Hardin verfehlte diesen Rekord im schnellsten Rennen, dem Finale, um fünf Zehntelsekunden.

## Vorläufe
3. August 1936, 15:00 Uhr
Wetterbedingungen: bedeckt, 19 bis 20 °C, Windgeschwindigkeit bei 2,7 m/s. Auf der Gegengeraden diagonaler Gegenwind, auf der Zielgeraden diagonaler Rückenwind.

### Vorlauf 1
| Platz | Name          | Nation     | Zeit   | Anmerkung |
| ----- | ------------- | ---------- | ------ | --------- |
| 1     | József Kovács | Ungarn     | 53,7 s |           |
| 2     | Juul Bosmans  | Belgien    | 53,8 s |           |
| 3     | Prudent Joye  | Frankreich | 54,1 s |           |
| 4     | Tokio Fukuda  | Japan      | 56,8 s |           |

### Vorlauf 2

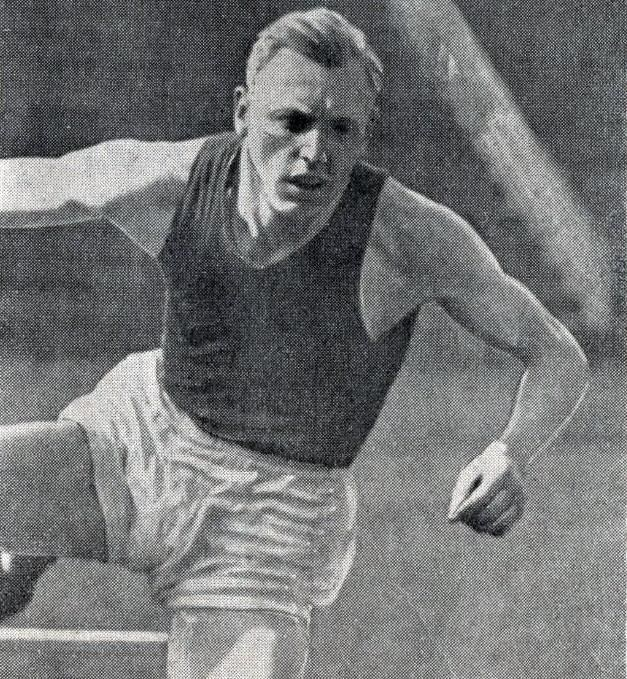
Prudent Joye – ausgeschieden als Dritter des ersten Vorlaufs
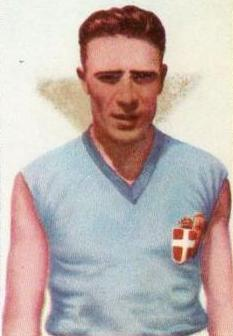
Luigi Facelli – mit 38 Jahren ältester Teilnehmer im Feld – schied als Dritter des zweiten Vorlaufs aus

| Platz | Name            | Nation             | Zeit       | Anmerkung |
| ----- | --------------- | ------------------ | ---------- | --------- |
| 1     | Fritz Nottbrock | Deutsches Reich    | 54,7 s     |           |
| 2     | Dale Schofield  | USA                | 54,8 s     |           |
| 3     | Luigi Facelli   | Königreich Italien | 55,1 s     |           |
| 4     | James Worrall   | Kanada             | 55,5 s     |           |
| 5     | Louis Gailliard | Frankreich         | 56,4 s     |           |
| 6     | Avgust Banščak  | Jugoslawien        | 1:01,5 min |           |

### Vorlauf 3
| Platz | Name            | Nation             | Zeit   | Anmerkung |
| ----- | --------------- | ------------------ | ------ | --------- |
| 1     | Miguel White    | Philippinen        | 53,4 s |           |
| 2     | John Loaring    | Kanada             | 54,3 s |           |
| 3     | Alf Watson      | Australien         | 54,5 s |           |
| 4     | Masao Ichihara  | Japan              | 54,7 s |           |
| 5     | Ioannis Skiadas | Griechenland       | 55,3 s |           |
| 6     | Emilio Mori     | Königreich Italien | 55,6 s |           |

### Vorlauf 4
| Platz | Name             | Nation             | Zeit   | Anmerkung |
| ----- | ---------------- | ------------------ | ------ | --------- |
| 1     | Joseph Patterson | USA                | 54,4 s |           |
| 2     | Juan Lavenás     | Argentinien        | 54,5 s |           |
| 3     | Hans Scheele     | Deutsches Reich    | 54,6 s |           |
| 4     | Umberto Ridi     | Königreich Italien | 55,5 s |           |
| 5     | Teodoro Malasig  | Philippinen        | 56,1 s |           |

### Vorlauf 5

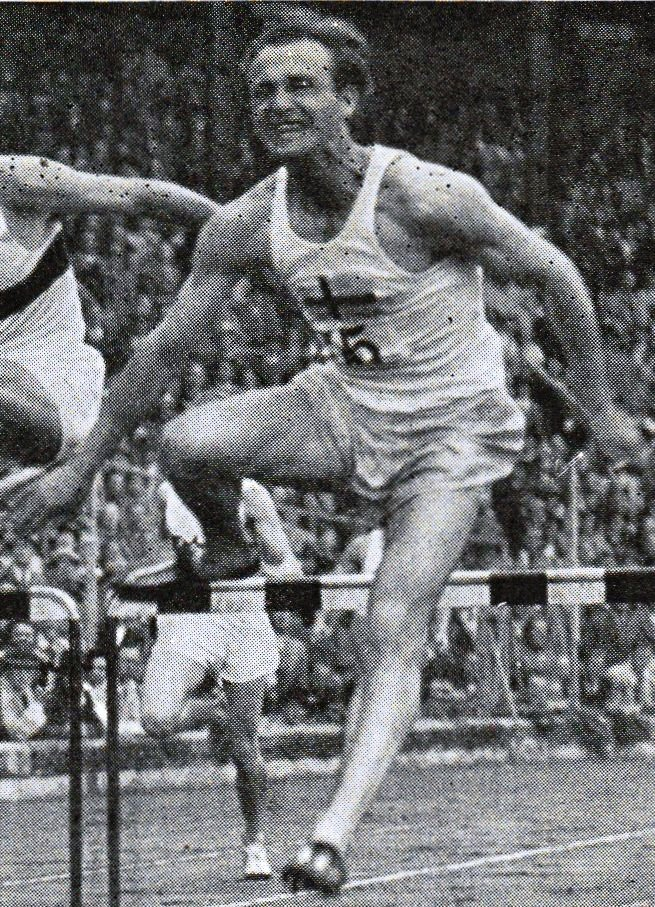
Kell Areskoug – ausgeschieden als Fünfter des fünften Vorlaufs

| Platz | Name              | Nation                | Zeit   | Anmerkung |
| ----- | ----------------- | --------------------- | ------ | --------- |
| 1     | Christos Mantikas | Griechenland          | 53,8 s |           |
| 2     | Sylvio Padilha    | Brasilien             | 54,2 s |           |
| 3     | Vane Ivanović     | Jugoslawien           | 54,7 s |           |
| 4     | Frank Rushton     | Südafrikanische Union | 55,2 s |           |
| 5     | Kell Areskoug     | Schweden              | 55,7 s |           |
| 6     | Walter Fritsch    | Chile                 | 58,3 s |           |

### Vorlauf 6
| Platz | Name                 | Nation           | Zeit   | Anmerkung |
| ----- | -------------------- | ---------------- | ------ | --------- |
| 1     | Glenn Hardin         | USA              | 53,9 s |           |
| 2     | Wilhelm Jakob Kürten | Deutsches Reich  | 54,6 s |           |
| 3     | Ernst Leitner        | Österreich       | 54,9 s |           |
| 4     | Ernst Berndt         | Tschechoslowakei | 57,6 s |           |
| 5     | John Sheffield       | Großbritannien   | 58,1 s |           |

## Halbfinale
4. August 1936, 15:00 Uhr

Wetterbedingungen: bedeckt, 19,6 °C, Windgeschwindigkeit von 3,7 m/s. Gegenwind auf der Gegengeraden.

### Lauf 1
| Platz | Name                 | Nation          | Zeit   | Anmerkung |
| ----- | -------------------- | --------------- | ------ | --------- |
| 1     | Glenn Hardin         | USA             | 53,2 s |           |
| 2     | Miguel White         | Philippinen     | 53,4 s |           |
| 3     | Christos Mantikas    | Griechenland    | 53,5 s |           |
| 4     | Dale Schofield       | USA             | 53,5 s |           |
| 5     | Juan Lavenás         | Argentinien     | 54,5 s |           |
| 6     | Wilhelm Jakob Kürten | Deutsches Reich | 54,5 s |           |

### Lauf 2
| Platz | Name             | Nation          | Zeit   | Anmerkung |
| ----- | ---------------- | --------------- | ------ | --------- |
| 1     | Joseph Patterson | USA             | 52,8 s |           |
| 2     | John Loaring     | Kanada          | 53,1 s |           |
| 3     | Sylvio Padilha   | Brasilien       | 53,3 s |           |
| 4     | Juul Bosmans     | Belgien         | 53,4 s |           |
| 5     | József Kovács    | Ungarn          | 54,0 s |           |
| 6     | Fritz Nottbrock  | Deutsches Reich | 54,8 s |           |

## Finale
| Platz | Name              | Nation       | Zeit   | Anmerkung |
| ----- | ----------------- | ------------ | ------ | --------- |
| 1     | Glenn Hardin      | USA          | 52,4 s |           |
| 2     | John Loaring      | Kanada       | 52,7 s |           |
| 3     | Miguel White      | Philippinen  | 52,8 s |           |
| 4     | Joseph Patterson  | USA          | 53,0 s |           |
| 5     | Sylvio Padilha    | Brasilien    | 54,0 s |           |
| 6     | Christos Mantikas | Griechenland | 54,2 s |           |

4. August 1936, 17:30 Uhr

Wetterbedingungen: bedeckt, ca. 19 °C, Windgeschwindigkeit von 3,7 m/s, Gegenwind auf der Gegengeraden
In diesem Rennen krönte der US-Amerikaner Glenn Hardin seine Laufbahn. Bei den Olympischen Spielen 1932 hatte er Silber gewonnen und dabei den auch nach diesen Spielen weiter bestehenden olympischen Rekord von 52,0. s aufgestellt. Damals hatte noch die Regel gegolten, dass Rekorde nur anerkannt wurden, wenn keine Hürde gerissen worden war. 1934 hatte Hardin in Stockholm mit 50,6. s den Weltrekord in seinen Besitz gebracht. Und nun gewann er in Berlin die Goldmedaille. Allerdings ging es enger zu als erwartet. Der Kanadier John Loaring war nur drei Zehntelsekunden hinter ihm, Miguel White von den Philippinen nur vier Zehntelsekunden. Für die beiden gab es Silber und Bronze. Vierter wurde knapp dahinter der US-Amerikaner Joseph Patterson.
Glenn Hardin gewann im achten olympischen Finale die sechste Goldmedaille für die USA.

Miguel White errang die erste philippinische Medaille über 400 Meter Hürden.

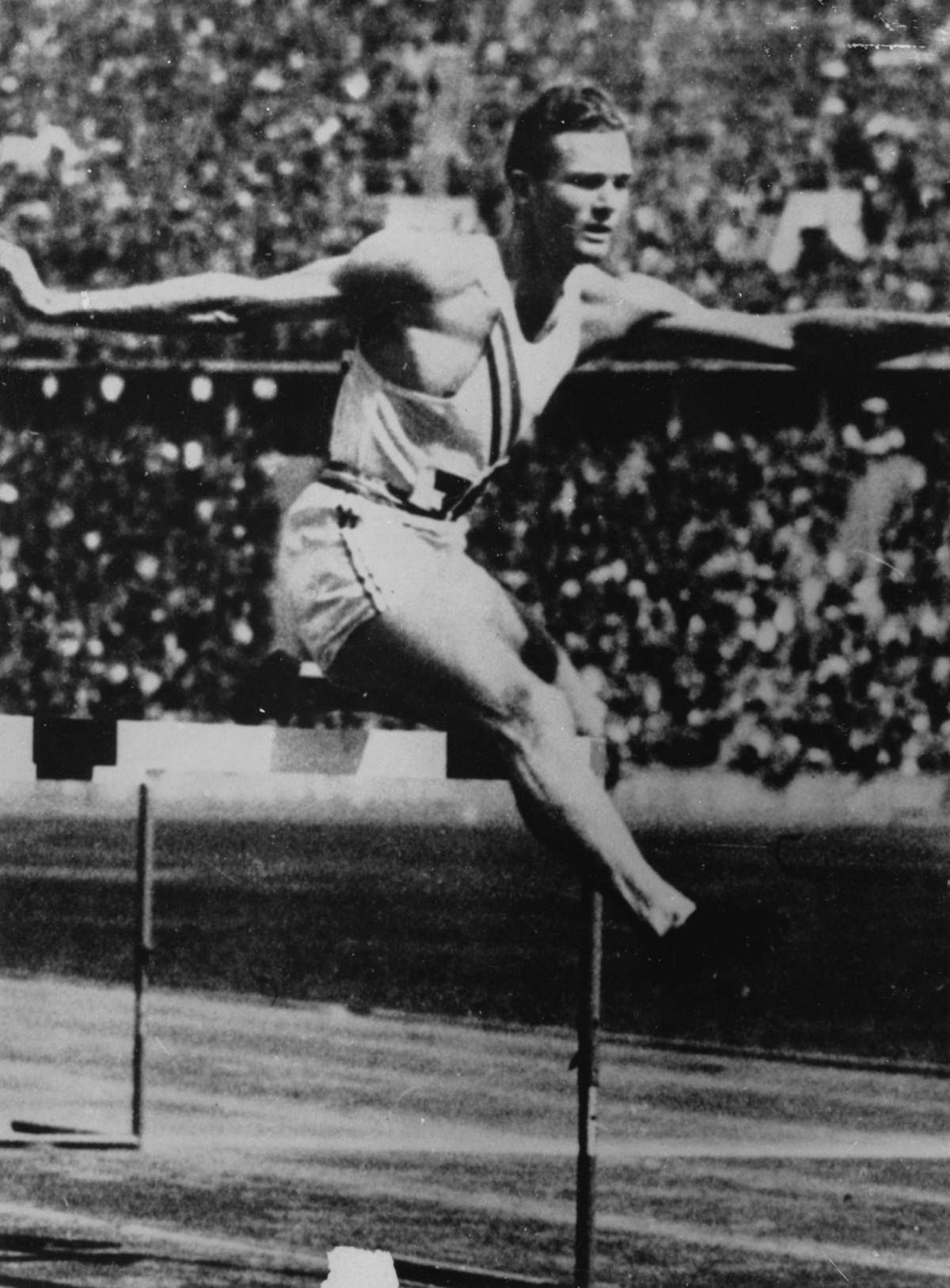
Glenn Hardin – Weltrekordinhaber und 1932 Olympiazweiter – gewann die Goldmedaille
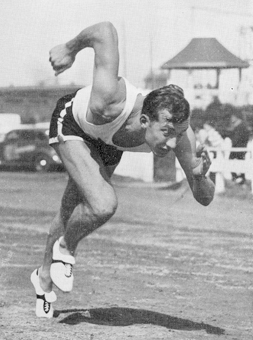
Silbermedaillengewinner John Loaring

## Video
- Berlin 1936 - Olympics - Olympia - Athletics - Leichtathletik - Footage 3, Bereich 8:35 min bis 9:25 min, youtube.com, abgerufen am 14. Juli 2021